# 希哈內
52°07′N 47°12′E / 52.117°N 47.200°E
希哈內（羅馬化：Shikhany）是俄羅斯薩拉托夫州北部的一個保密行政區，位於薩拉托夫東北130公里、沃利斯克西北14公里。

## 沿革
1996年建市，1997年被列為保密行政區。
兩次世界大戰期間，德国魏玛共和国與蘇聯合作建立的汤姆卡毒气实验场亦位於此。

## 人口
2002年的人口數為6,738人。